# Trương Duy Nhất
Trương Duy Nhất (sinh ngày 31 tháng 1 năm 1964) là một nhà báo, một người bất đồng chính kiến tại Việt Nam. Ông đã bị kết án 2 năm tù vì vi phạm điều 258 BLHS từ năm 2013 tới năm 2015 do đã viết 11 bài đăng trên trang blog của ông trong đó ông đã chấm điểm Thủ tướng và yêu cầu Tổng bí thư phải ra đi.
Tháng 1 năm 2019, ông mất tích tại Thái Lan sau khi tới UNHCR tại Bangkok xin tị nạn chính trị. Sau 2 tháng không có tin tức, Trương Duy Nhất xuất hiện trong trạng thái bị giam tại trại giam T16, Hà Nội.
Lần 2, ông bị kết án 10 năm tù sau phiên tòa sơ thẩm tháng 3 năm 2020 và phúc thẩm tháng 8 năm 2020.

## Tiểu sử và gia đình
Trương Duy Nhất sinh ngày 31/1/1964 tại Hà Nội, nơi đăng ký hộ khẩu thường trú: số 25 Tống Phước Phổ, phường Hòa Cường Bắc, quận Hải Châu, thành phốĐà Nẵng; con ông Trương Nghề và bà Nguyễn Thị Ngư, sinh ra trong gia đình có 6 chị em, Trương Duy Nhất là con thứ 2.
Từ 1964 đến 1975 ông sống cùng bố mẹ tại Hà Nội. Từ 1975 đến 1983, ông học phổ thông tại tỉnh Quảng Nam. Từ 1983 đến 1987, Trương Duy Nhất học khoa văn của trường Đại học Tổng hợp Huế. Từ 1987 đến 1995, ông là phóng viên của báo Công an tỉnh Quảng Nam - Đà Nẵng. Từ 1995 đến 2011, ông là phóng viên báo Đại Đoàn kết, văn phòng miền Trung.
Trương Duy Nhất kết hôn với bà Cao Thị Xuân Phượng – giảng viên trường Đại học Sư phạm Đà Nẵng, sinh được một con gái là Trương Thục Đoan.

## Hoạt động
Khoảng giữa năm 2010, ông Nhất thôi làm việc tại báo Đại Đoàn Kết và trở thành người viết blog, là chủ của trang “Trương Duy Nhất - Một góc nhìn khác”.
Năm 2007, ông Nhất tự lập blog cá nhân có tên miền truongduynhat.vnweblogs.com. Vì blog truongduynhat.vnweblogs.com là blog miễn phí nên tính an toàn và bảo mật thấp, thường xuyên bị tin tặc tấn công nên vào đầu năm 2010, ông Nhất tự lập thêm blog có tên miền truongduynhat.blogpost.com. Sau khi lập blog truongduynhat.blogpost.com, ông Nhất không sử dụng blog này do thường xuyên gặp trục trặc kỹ thuật.
Ngày 1/12/2010, thông qua Công ty cổ phần Truyền thông trực tuyến Micronet có trụ sở tại số 2, Villa E, xã Mỹ Đình, huyện Từ Liêm (Hà Nội), ông Nhất đăng ký sử dụng tên miền truongduynhat.vn, lập và quản trị website truongduynhat.vn (mang tên "Trương Duy Nhất/ Một góc nhìn khác"). Sau khi website truongduynhat.vn hoạt động, ông Nhất bỏ không sử dụng và tải tất cả thông tin của blog truongduynhat.blogpost.com về website truongduynhat.vn.
Năm 2011, ông Nhất đã đăng ký mua tên miền truongduynhat.org (khi truy cập địa chỉ này thì trình duyệt sẽ tự động chuyển hướng đến truongduynhat.vn). Việc lựa chọn, đăng tải, hiển thị tất cả các bài viết và ý kiến bình luận trên website truongduynhat.vn đều do ông Nhất tự quyết định, thực hiện. Cây viết này đã đăng tải trên website của mình trên 1.000 bài viết ký tên Trương Duy Nhất và một số tác giả khác, rồi lựa chọn hiển thị nhiều ý kiến bình luận của người đọc.

## Bị bắt và ra tòa lần thứ nhất

### Bị bắt
Ngày 26/05/2013, Cơ quan an ninh điều tra, Bộ Công an cùng với Công an Đà Nẵng đã tiến hành bắt khẩn cấp đối với ông Trương Duy Nhất. Chiều cùng ngày ông Nhất bị di lý ra Hà Nội để phục vụ điều tra về hành vi lợi dụng các quyền tự do dân chủ xâm phạm lợi ích của Nhà nước, quyền, lợi ích hợp pháp của tổ chức, công dân theo điều 258, Bộ luật Hình sự.

### Xử sơ thẩm
Ngày 4/3/2014, Tòa án nhân dân thành phố Đà Nẵng đã mở phiên tòa xét xử sơ thẩm, tuyên phạt Trương Duy Nhất 2 năm tù về tội “Lợi dụng các quyền tự do dân chủ xâm phạm lợi ích của Nhà nước, quyền, lợi ích hợp pháp của tổ chức, công dân”. Theo BBC, ông Nhất bị kết tội do đã viết 11 bài đăng trên trang blog của ông trong đó ông đã "chấm điểm Thủ tướng" và yêu cầu "Tổng bí thư phải ra đi". Cáo trạng được đưa ra tại phiên xử ông Nhất cho rằng các bài viết này của ông "đã làm mất lòng tin của nhân dân vào Đảng, chính quyền và làm mất uy tín cá nhân các vị lãnh đạo Đảng, Nhà nước và Chính phủ Việt Nam".
Tại phiên tòa, ông Trương Duy Nhất cho rằng ông "chỉ chỉ ra những khuyết điểm, sai lầm, những hiện tượng chưa đúng với hy vọng lãnh đạo Đảng và Nhà nước sẽ thấy ra, khắc phục, sửa chữa và rút kinh nghiệm".
Lời nói cuối cùng của ông Trương Duy Nhất, trước khi toà tuyên án: "Có loại tù làm người ta nhục nhã, nhưng có loại tù chỉ khiến họ vinh quang!'"

### Xử phúc thẩm
Trong phiên tòa phúc thẩm ngày 26 tháng 6 năm 2014 Tòa án Nhân dân tối cao Đà Nẵng vẫn giữ nguyên mức án sơ thẩm. Trong phiên tòa này, ông Trần Vũ Hải, luật sư bào chữa cho ông Nhất đề nghị phân tích từng bài trong 11 bài viết của ông Nhất xem chúng có “xâm phạm lợi ích của nhà nước,” có vi phạm quy định nào của pháp luật hay không nhưng tòa không chấp nhận. Phần bào chữa của luật sư đã bị ngăn cản. Ông Nhất đã chỉ trích ngay tại toà rằng đây là một phiên toà "bịt miệng bị cáo", khi không cho ông phát biểu tranh tụng, thậm chí không cho ông nói lời sau cùng trước khi toà nghị án.

### Phản ứng của các bên
Theo lời của ông Nguyễn Tâm – tổ trưởng tổ dân phố 3 (phường Hòa Cường Bắc), nơi Trương Duy Nhất cư trú, là người được công an mời lên chứng kiến việc khám xét nhà và bắt ông Nhất cho biết: Trong lúc khám xét nhà, bản thân ông Nhất và vợ con đều tỏ ra hợp tác với cơ quan công an. Ông Nhất đồng ý ký vào các biên bản.”
Sứ quán Hoa Kỳ tại Hà Nội ra thông cáo nói: “Chúng tôi quan ngại sâu sắc bởi việc Tòa án Việt Nam kết án Trương Duy Nhất.” “Chúng tôi kêu gọi chính phủ Việt Nam trả tự do cho Trương Duy Nhất và các tù nhân lương tâm đồng thời cho phép người Việt Nam bày tỏ quan điểm chính trị của họ một cách ôn hòa.” Tuyên bố này cho biết: “Thứ trưởng ngoại giao Wendy Sherman đã nêu vấn đề nhân quyền với chính phủ Việt Nam trong chuyến thăm đến Hà Nội ngày 4/3.”

## Ra tù
Ngày 26 tháng 5 năm 2015, ông Trương Duy Nhất ra tù sau 2 năm thi hành án. Trên trang Facebook của mình, nhà báo Huy Đức, người đã cùng vợ con ông Nhất đến đón ông tại nhà giam, cho biết ông Nhất không được thả trước cổng nơi vợ con đón, mà bị áp tải bởi 8 người mặc thường phục và 2 người cảnh phục trên một xe 12 chỗ và bị ném ra lề đường Hồ Chí Minh, cách trại 4km.

## Mất tích sau khi tới Thái Lan và xuất hiện trở lại trong tù tại Hà Nội
Ngày 25 tháng 1 năm 2019, Trương Duy Nhất đã đến Văn phòng Cao ủy về người tị nạn của Liên Hợp Quốc (UNHCR) ở Bangkok để xin quy chế tị nạn chính trị, nhưng sau đó cơ quan này đã không thể liên hệ được với ông.
Những người quen ông Nhất ở Thái Lan cho biết Trương Duy Nhất bị mất tích vào hôm 26/1/2019 tại Trung tâm mua sắm Future Park ở ngoại ô Bangkok. Cảnh sát Thái Lan cho biết họ không giam giữ Trương Duy Nhất.
Blogger Người Buôn Gió và Điếu Cày nghi ngờ rằng những nhân viên tình báo của quân đội đã bắt cóc Trương Duy Nhất tại Bangkok theo lệnh của Thủ tướng Nguyễn Xuân Phúc.
Hàng loạt các tổ chức phi chính phủ quốc tế đã yêu cầu chính quyền Thái Lan và Việt Nam tìm kiếm và điều tra về sự mất tích của Trương Duy Nhất. Chính quyền quân đội Thái Lan sau đó đánh tiếng cho biết sẽ điều tra nhưng vẫn chưa thấy có động thái gì.
Ngày 20 tháng 3 năm 2019, sau 2 tháng mất tích, vợ ông đã được cho phép tiếp tế cho chồng tại Trại giam T16, Thanh Oai, Hà Nội. Theo sổ tiếp tế thì Trương Duy Nhất bị bắt ngày 28/1/2019 và trong cùng ngày đã chuyển đến trại T16.
Bạch Hồng Quyền, một người cũng xin tị nạn tại Bangkok và đã giúp Nhất trong thời gian ông ở Bangkok, kể rằng Trương Duy Nhất nói rằng ông có những thông tin bên trong có thể gây nguy hại cho Thủ tướng Nguyễn Xuân Phúc và Tổng Bí thư Nguyễn Phú Trọng. Nhất nói ông có ý định sẽ công bố những thông tin này khi ông có được quy chế tị nạn ở nước khác.
Tại cuộc họp báo của Bộ Công an chiều 25 tháng 3 năm 2019, Trung tướng Trần Văn Vệ, Chánh văn phòng Cơ quan Cảnh sát điều tra Bộ Công an, cho biết ông Trương Duy Nhất bị cáo buộc khi là Trưởng Văn phòng đại diện (1998-2010) báo Đại Đoàn Kết tại Đà Nẵng đã lợi dụng giấy tờ của báo để mua bán nhà đất không qua đấu giá, gây thất thoát lãng phí. Ông Trương Duy Nhất có liên quan đến vụ án của Phan Văn Anh Vũ (tức Vũ “nhôm”) trong sai phạm về mua bán nhà số 82 Trần Quốc Toản, phường Hải Châu I, quận Hải Châu, Đà Nẵng.
Chiều 10 tháng 6 năm 2019, Cơ quan Cảnh sát điều tra Bộ Công an tiến hành khám xét chỗ ở của ông Trương Duy Nhất trên đường Tống Phước Phổ, phường Hòa Cường Bắc, quận Hải Châu, Đà Nẵng.
Cho đến 30/4/2019, Trương Duy Nhất vẫn chưa được gặp luật sư và gia đình.
Cho đến 25/7/2019, Trại tạm giam T16 vẫn chưa đồng ý cho gia đình Nhất gửi đồ dùng cá nhân và tiếp tế thức ăn cho Nhất.

## Ra tòa lần thứ 2
Ngày 9/3/2020, một tòa án ở Hà Nội đã xử blogger Trương Duy Nhất 10 năm tù về tội “Lợi dụng chức vụ quyền hạn trong khi thi hành công vụ” với cáo buộc vì động cơ cá nhân gây thiệt hại hơn 13 tỷ đồng, khi đảm nhận chức trưởng văn phòng Trung Trung Bộ, báo Đại đoàn kết ở Đà Nẵng vào năm 2003-2004.
Ngày 14 tháng 8 năm 2020, TAND Cấp cao tại Hà Nội tuyên y án 10 năm với cựu ký giả Trương Duy Nhất, quê ở Đà Nẵng, về tội Lợi dụng chức vụ, quyền hạn trong khi thi hành công vụ.
Tại tòa, Trương Duy Nhất cho rằng ông không có trách nhiệm trong việc giúp Phan Văn Anh Vũ (Vũ Nhôm) thâu tóm nhà đất công số 82 Trần Quốc Toản như cáo buộc mà là làm theo phân công của báo Đại Đoàn Kết. Và rằng nếu việc bán đất có thiệt hại, trách nhiệm thuộc về bên bán tức UBND TP Đà Nẵng. Ông Nhất cũng thừa nhận hành vi của ông chưa phù hợp với quy định của pháp luật, nhưng được sự đồng ý của báo.

## Vinh danh
Năm 2014, tổ chức Phóng viên Không biên giới, có trụ sở tại Pháp, vinh danh nhà báo Trương Duy Nhất là một trong 100 "Anh hùng Thông tin" của thế giới.